# 约翰·伍利
约翰·伍利（英語：John Woolley，1950年8月23日—），新西兰男子射击运动员。他曾代表新西兰参加1978年、1982年、1986年和1990年英联邦运动会射击比赛，获得二枚金牌和二枚铜牌。